# アイリーン・グレイ
アイリーン・グレイ（Eileen Gray, 1878年8月9日 – 1976年10月31日）は、アイルランド生まれの女性建築・インテリア・プロダクトデザイナー。おもにフランスで活躍した。

## 生涯

### 生い立ち
1878年、アイルランドのブラウンズ・ウッドに生まれる。1901年、ロンドンのスレード美術学校に入学。 1902年、フランス・パリのアカデミー・コラロッシとアカデミー・ジュリアンで芸術を学ぶ。1905年、イギリスに渡り、漆器修理を営むD・チャールズの店で働く。1906年、パリに渡る。日本人学生・菅原精造に出会い、漆工芸を学び作品を生み出す。1913年、第8回　装飾芸術家協会展に招待出品。ファッションデザイナー、ジャック・ドゥーセと出会い、プロフェッショナルとしての道が開ける。1919年、帽子デザイナー、シュザンヌ・タルボットのためにパリ、ロタ通りのアパルトマンのインテリアを手がけ始める。一人のデザイナーによるトータルなインテリアデザインの先駆となった。

### デザイン事務所開設
1920年にはショールーム・ギャラリーを開設、1922年にインテリアデザイン事務所開設する。1923年の第14回装飾芸術家サロン展に、モンテカルロのブードゥーなるベッドルームを出展する。繊細な造形感覚や優雅な空間性は、オランダ・デ・スティルの建築家J.J.P.アウトに賞賛されて広く紹介される。これをきっかけに同時代を代表する近代主義の建築家たちと接点をもつようになっていった。
1925年、スチールパイプ製の家具製作を試みる。

### 別荘E1027の設計

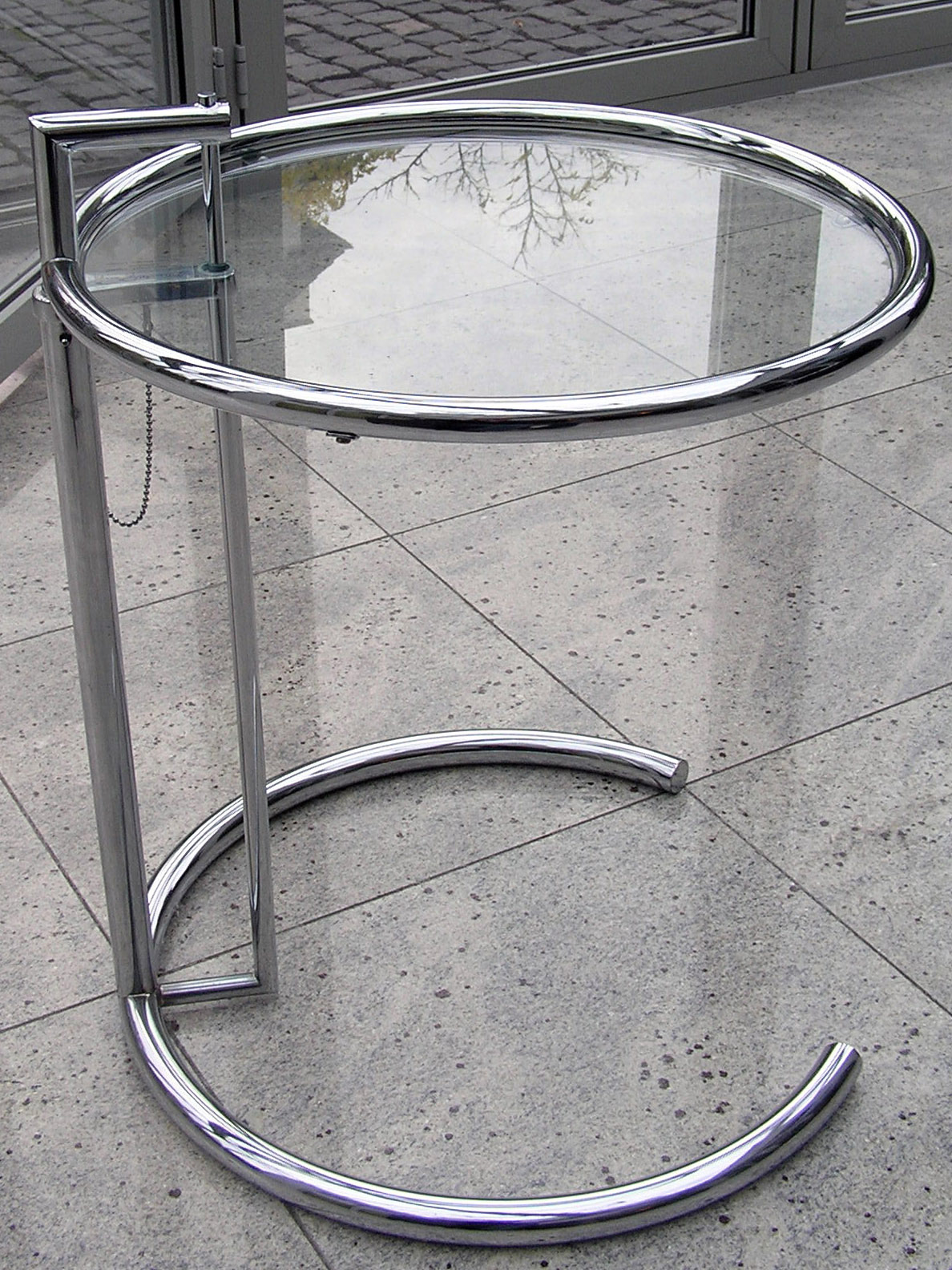
E-1027 サイドテーブル

建築家デビューすべく1927年から1929年にかけて、フランス・ロクブリュヌ＝カップ＝マルタンに自身の別荘E1027を設計。内装と家具とともに代表作として知られる。
1926年に発表されたロクブリュヌ＝カップ＝マルタンに建つ別荘は、自身とルーマニア人の恋人のジャン・バドヴィッチと過ごすための暮らしやすさを第一に考えられ、二人の名前から「E-1027」と名づけられた。客人として訪れたル・コルビュジエはあまりの居心地のよさに入り浸り、壁画を残している。建築内部の装飾を廃し、モノクロームに仕上げた空間に操作しているが、完全にアール・デコのモチーフは影をひそめていて、近代建築の造形感でデザインが形成されているが、空間の連続性や機知に富むディテール性は注目を受け、この一軒の住宅によって、モダンデザインのインテリアを示して各方面に多大な影響を与えることとなった。またこの家の家具としてデザインされた家具群は、のちに代表作として、レプリカ製作され製品化された。これらの中には白い革張りアームチェアでミシュラン社のキャラクターにインスパイアされた＜ビベンダム＞、楓材フレームとメタルジョイントの革クッション＜トランザット＞などがあるが、サイドテーブル＜E-1027＞にいたっては、ニューヨーク近代美術館の永久コレクションに収められていて人気を博している。ちなみに、この別荘の建つ海岸付近でル・コルビュジエは溺死したと伝えられている。

### 1930年以降
1930年から1931年には、ジャン・バドヴィッチのために、パリのワンルーム・アパルトを設計している。メタリカルなカーテンやパンチングメタルの使用、ミラーやアルミコルクのキャビネットを導入した。
1932年から1934年にかけては、第二の別荘カステラーの家を設計した。海沿いの公道とほかの家の私道にはさまれた矮小な敷地に、荒い割り石積み擁壁から立ち上がる白壁とテラスや、テラスにエントランスブリッジをかけ、連双窓とスティール枠の木製ルーバー引き戸で構成する開口部と空間をリビングへ流れるように構成している。戦時中しばらく空き家にしていたが、戦後さらに改修し、1956年にパリに戻るまでここで暮らした。1923年に製作発表した、引き出しが回転するスモールチェアなども、この家でも使用され残されていた。
1937年パリ博覧会では、ル・コルビュジエらと仕事をする。

### 引退と死去
1950年代から視力の悪化により引退。1976年パリで死去。98歳。

## 受賞歴
受賞歴は1972年、英国王立芸術家協会認定王立産業デザイナーおよびRDI称号授与。アイルランド王立建築協会賞など。

## グレイを扱った作品
- ル・コルビュジエとアイリーン 追憶のヴィラ - 2015年のベルギー・アイルランドの伝記映画。グレイ役はオーラ・ブラディ（英語版）。

## その他
- 彼女のデザインはもともとはアール・デコの作風で知られ、漆の家具やラグなどを製作する一方で、当時の前衛的建築雑誌のラクシテクチュール・ヴィヴィントゥの編集長をしていた建築家のジャン・バドウィッチの協力で、建築も手がけていく事となる。
- 現在フランスやイタリアにおいて、彼女がデザインした家具や他ピストリーの一部が復刻され、製品化されている。彼女は無装飾と化した建築の時代にあって、そうした建築が囲い込む内部に、家具やじゅうたん、照明などを配することで今日のインテリアと呼ばれる建築の内部空間を作り出す方法を実践していった。漆工芸については、ロンドンの美術学校時代から興味を持っていたとされている。
- 飛行機好き、冒険好きで知られ、当時の女性としては珍しく気球によるドーバー海峡横断計画に参加したりしていた。
- 工房を設立してから漆仕上げの家具を本格的に製作し始めてからは、当時のパリモード界に君臨したマチュウ・レヴィ夫人のアパルトのインテリアデザインを手がけた。椅子やテーブルなどの家具のほかに、カーペット、照明具、さらに漆スクリーンなどを製作、とくにこのときのスクリーンはラッカーグリップという名で呼ばれている。